# アルジカルブ
アルジカルブ(英語：aldicarb)は、カーバメート系に区分される殺虫剤である。テミック(英語:Temik)ともいう。昆虫の神経系を冒し（マヒさせて）駆除する。アザミウマ、アブラムシ、クモダニ、リッグス、フライアッパー、リーフミンジャーに対して有効に有効に作用する。アルジカルブは、シナプスにおけるアセチルコリンの分解を防ぐコリンエステラーゼ阻害剤である。重度の中毒の場合、被害者は呼吸不全で死亡する。
国際的に最も広く使用されている農薬の1つであり、最も環境に有害なものの1つである。農業用水の流出によるアルジカルブの中毒は、健康な生態系の破壊と肥沃な農地の不可逆的な中毒につながっている。この農薬からの中毒もまた、アラル海周辺の地域社会における高いがん率と関連していると考えられている。
有機リン系殺虫剤に対する耐性が発達している場合に有効であり、土壌由来線虫およびいくつかの葉面害虫の防除に使用されるジャガイモ生産において極めて重要である。その高い溶解性は、水面が表面に近い特定の領域での使用を制限する。
農薬の残留基準の評価上は、アルジカルブは「アルドキシカルブ」と併せて「アルジカルブ及びアルドキシカルブ」として扱われている。
日本においては認可・登録されていないが、食品安全委員会が2013年9月付けで公表した農薬評価書・第2版では、アルジカルブは「我が国での登録はなく」、要請をうけて基準値を設定するものであると述べられている。
アルジカルブはヒトに対しても強い毒性を持つ。中国などでは果物の栽培において過度にアルジカルブを使用し人体への悪影響が出たと疑われる事件などもまま発生している。

## 関連サイト
農薬評価書（アルジカルブ第2版）（PDF） - 農林水産省